# Frankenia ambita
Frankenia ambita är en frankeniaväxtart som beskrevs av Carl Hansen Ostenfeld. Frankenia ambita ingår i släktet frankenior, och familjen frankeniaväxter. Inga underarter finns listade i Catalogue of Life.